# Tukotuko duży
Tukotuko duży (Ctenomys conoveri) – endemiczny gatunek gryzonia z rodziny tukotukowatych (Ctenomyidae). Występuje w Chaco (w Boliwii i Paragwaju) poniżej wysokości 200 m n.p.m.

## Charakterystyka
Jak na przedstawicieli gatunków gryzoni ryjących przystało, mają solidne i cylindryczne ciała, dużą głowę, krótki ogon i krótką sierść. Oczy średniej wielkości. Zewnętrzne uszy są bardzo małe, przystosowane do życia w norach. Kończyny przednie są nieco krótsze niż tylne. Pazury przednich łap są dłuższe. Służą do wygrzebywania ziemi.
Długość tych zwierząt waha się od 338 do 442 mm (średnia = 403,3 mm); długość ogona wynosi między 93 i 137 mm (średnia = 110,0 mm). Przeciętny dorosły osobnik waży około 900 gramów, ale może osiągnąć masę znacznie ponad 1 kg. Na wolności żyją przeciętnie około 3 lat.

## Kariotyp
Garnitur chromosomowy tego zwierzęcia tworzy 25 par (2n=50) chromosomów (FN=56).

## Środowisko naturalne
W paragwajskim Chaco tukotuko duży zamieszkują przede wszystkim łąki i sawanny, lasy i zarośla złożone z kolczastych krzewów i kaktusów. Lubią obszary o glebach piaszczystych lub ilastych. C. conoveri ma skupiska rozsiane na obszarze wyznaczonym współrzędnymi: 20°S-23°S i 60°W-63°W. Ten gatunek tukotuko jest jednym z najmniejszych liczebnie spośród trzydziestu ośmiu obecnie rozpoznawanych gatunków rodzaju Ctenomys. Znaleziska kopalne wskazują na występowanie C. conoveri w pliocenie.
Tukotuko duże budują systemy tuneli o długości średnio 14 m, szerokości 5 do 7 cm, a zagłębione około 30 cm pod powierzchnią ziemi. W tunelach budują komory do przechowywania pożywienia.

## Żywienie
Tukotuko duży podobnie jak pozostałe gatunki z rodzaju Ctenomys są roślinożercami.

## Komunikacja
Jak wszystkich innych tnazwa zwyczajowa pochodzi od części sygnałów alarmowych emitowanych przez samców z powodu chęci obrony terytorium i strachu. Rytmiczny dźwięk zbliżony raczej do "tlok tlok tlok" (a nie 'tuk, tuk') rozbrzmiewa przez 10 do 20 sekund.

## Rozród
Samice tukotuko dużego mają jeden miot rocznie. Budują podłużną komorę gniazda, zwykle poniżej poziomu głównego tunelu.
Ciąża trwa od około 102 do 120 dni. Mioty liczą od 1 do 7 młodych. Młode mogą być po urodzeniu w różnym stopniu rozwinięte i samodzielne. Jedne rodzą się z futrem i wyglądają jak miniatura dorosłych. Inne są nieowłosione i mogą mieć oczy zamknięte. Młode tukotuko bywają samodzielne już po 10 dniach, ale pod opieką matki pozostają około 5 tygodni. Dojrzałość płciową uzyskują po ok. 8 miesiącach. Tak prawdopodobnie jest też w przypadku C. conoveri.